# Palairac
Palairac – miejscowość i gmina we Francji, w regionie Oksytania, w departamencie Aude.
Według danych na rok 1990 gminę zamieszkiwało 26 osób, a gęstość zaludnienia wynosiła 1 osób/km² (wśród 1545 gmin Langwedocji-Roussillon Palairac plasuje się na 874. miejscu pod względem liczby ludności, natomiast pod względem powierzchni na miejscu 259.).

## Zabytki
Zabytki w miejscowości posiadające status Monument historique:
- kościół Saint-Saturnin (Église Saint-Saturnin)